# Nyáry Krisztián
Nyáry Krisztián (Budapest, 1972. július 6. –) magyar kommunikációs szakember, könyvkiadó, író, irodalomtörténész, az Így szerettek ők 1–2–3., az Igazi hősök – 33 magyar, a Merész magyarok – 30 emberi történet és a Festői szerelmek című könyvek szerzője.

## Szakmai pályafutása
1986–1990 között a szentesi Horváth Mihály Gimnázium irodalmi-drámai tagozatára járt, majd 1990–1995 között a Janus Pannonius Tudományegyetem magyar nyelv és irodalom–művészettudomány szakos hallgatója. 1995-től ugyanitt egyetemi tanársegéd, kutatási területe a XIX. század első felének magyar költészettörténete. 1994–1998 között a pécsi Szépliteratúrai Ajándék c. irodalmi folyóirat szerkesztője. 
1996-tól ezzel párhuzamosan a budapesti Főpolgármesteri Hivatalban sajtóreferens, 1997-től sajtófőnök. 2000–2001 között a Marketing Centrum Országos Piackutató Intézet cégvezetője, majd 2001–2005 között az amerikai–magyar Sawyer Miller Group stratégiai kommunikációs cég vezető tanácsadója. 2002–2006 között a Magyar Public Relations Szövetség elnökségi tagja. 2006–2010 között kommunikációs igazgatóként ismét a Főpolgármesteri Hivatalban dolgozott. 2010-15 között a Public Republic Group kommunikációs tanácsadó cég ügyvezető partnere.
2015-16-ban a Magvető Könyvkiadó és az Athenaeum Kiadó igazgatója. 2016. július 1-jétől a Líra Könyv Zrt. kreatív igazgatójának nevezték ki, emellett a Magvető Café irodalmi kávéház művészeti vezetője.
Munkájának elismeréseként 2022-ben Budapest XIII. kerületének díszpolgára címet kapott.
Tagja volt a nagysikerű 100 szóban Veszprém történetíró pályázat zsűrijének.

## Írói pályafutása
2012-ben részben visszatért eredeti szakmájához: ekkor kezdte publikálni a Facebookon magyar írók és költők szerelmi életéről szóló írásait, amelyek rövid idő alatt nagy népszerűségre tettek szert. A posztok alapján a Corvina Kiadónál megjelent Így szerettek ők c. kötete, amely a 2012-es év egyik könyvsikere volt. A kötet olvasásnépszerűsítő hatása miatt 2013-ban elnyerte a Magyar Könyvtárosok Egyesülete által adományozott Fitz József-könyvdíjat és XX. Budapesti Nemzetközi Könyvfesztivál irodalomtanárokból álló zsűrijének Budai-díját. Az irodalomtörténészek közül azonban többen kritikájuknak adtak hangot a könyv bulvárjellege miatt. 2013-ban megjelent az Így szerettek ők második része. Vitát váltott ki, hogy a szerző könyvében azt állította, hogy a fiatal Kölcsey Ferenc szerelmet érzett egy férfi, Szemere Pál iránt. 
Facebookon vezetett blogja a HVG GoldenBlog Archiválva 2013. december 15-i dátummal a Wayback Machine-ben versenyén PopArt kategóriában első díjat nyert, mivel a zsűri szerint "emberközelbe hozta Facebook-Magyarország számára az irodalomtörténetet”, és elérte, hogy „örökre lekerülhetnek a sablonos íróportrék a tantermek faláról.” 2014. novemberében jelent meg Igazi hősök – 33 magyar című kötete, amelyben olyan 19–20. századi magyar emberek életét mutatja be, akiknek sorsa vagy személyes döntései ma is példaszerűek. 2015-ben adta ki Merész magyarok – 30 emberi történet című könyvét, amelyet 2016-ban a magyar festők magánéletéről szóló Festői szerelmek című kötet követett. Az Igazi Hősök és a Merész magyarok történeteiből 2017-ben angol nyelvű válogatás látott napvilágot Eminent Hungarians címmel. 
2017-ben jelent meg Fölébredett a föld című könyve, amelyben 1848-49-ben született leveleket közöl a hozzájuk tartozó történetekkel együtt. 2018-ban megjelent könyve, az Írjál és szeressél 125 magyar szerelmes levelet tartalmaz a hozzájuk tartozó történetekkel együtt. A 2019-es Életemnél is jobban című kötet ennek folytatása, további 115 szerelmes levéllel és történettel. 2020-ban a Himnusz keletkezéstörténetéről írt könyvet Általad nyert szép hazát címen. 2022-ben jelent meg az általa szerkesztett Tiltott irodalom című antológia, amely az azonos neműek közti szerelem magyar és világirodalmi példáiból tartalmaz válogatást.

## Magánélete
Bártfai Andrea (Zsöme) 2014-es halála óta özvegy, Nyáry Liza és Nyáry Luca apja. Luca (szül: 2000) író, újságíró, modell, szinkronszínész és slammer.

## Könyvek
- Így szerettek ők : magyar irodalmi szerelmeskönyv, Corvina, Budapest, 2012
- Így szerettek ők 2. : újabb irodalmi szerelmeskönyv, Corvina, Budapest, 2013
- Igazi hősök – 33 magyar, Corvina, Budapest, 2014
- Merész magyarok – 30 emberi történet, Corvina, Budapest, 2015
- Festői szerelmek, Archiválva 2016. december 7-i dátummal a Wayback Machine-ben Budapest, Corvina, 2016
- Játékok és szerelmek Archiválva 2020. augusztus 14-i dátummal a Wayback Machine-ben, Corvina, Budapest, 2017 (Kováts Krisztával)
- Eminent Hungarians Archiválva 2020. augusztus 14-i dátummal a Wayback Machine-ben, Corvina , Budapest, 2017
- Fölébredett a Föld – Levelek, hősök, történetek 1848/49-ből Archiválva 2018. november 26-i dátummal a Wayback Machine-ben, Corvina, Budapest, 2017
- Írjál és szeressél – 125 szerelmes levél és történet, Corvina, Budapest, 2018
- Nyáry Krisztián–Hevesi Judit: Óriások vállán. Bonaform Csoport; Bonafarm Zrt., Budapest, 2019
- On the Shoulders of Giants, Bonafarm, Budapest, 2019 (Hevesi Judittal)
- Életemnél is jobban – 115 újabb szerelmes levél és történet, Corvina, Budapest, 2019
- Általad nyert szép hazát – A Himnusz és a himnuszok kalandos élete, Corvina, Budapest, 2020
- Nem kötelező 2. – Tiltott irodalom. Klasszikus irodalmi művek az azonos neműek közti szerelemről (Válogatta, a bevezetőt és az életrajzi jegyzeteket írta Nyáry Krisztián), Corvina, Budapest, 2022
- Így szerettek ők 3. : legújabb irodalmi szerelmeskönyv, Corvina, Budapest, 2022
- Így ettek ők – magyar írók és ételeik, Corvina, Budapest, 2023
- Itt kávéztak ők – Írók, művészek és kávéházai, Corvina, Budapest, 2024

## Színházi előadások
- 2016. június 4-én a Zsidó Művészeti Napok keretében mutatták be Kováts Kriszta és Nyáry Krisztián "Magyar Flódni" című előadását, amelyet a szerző írásai és a Kováts Kriszta Kvintett dalai segítségével meséli el a magyar zsidóság 19-20. századi történetét. Az előadás 2017-ben a Madách Színház repertoárján szerepelt.[9]
- 2016. július 20-án, a Városmajori Szabadtéri Színpadon mutatták be az "Így szerettek ők" című összeállítást, melynek társszerzője és közreműködője a Kaláka együttes volt. A Szabad Tér Színház produkcióját Kőváry Katalin rendezte. A szereplők: Nagy-Kálózy Eszter, Gryllus Dorka, Rudolf Péter és Simon Kornél voltak.[10][11]
- 2016. október 12-én indult a szegedi Regionális Összművészeti Központ a és Szegedi Tudományegyetem "öREÖK szerelmek" című felolvasószínházi sorozata, ahol az egyes epizódok szövegét Nyáry Krisztián irodalomtörténeti etűdjei és önálló kutatásaik alapján Réczei Tamás vezetésével a hallgatók írják,[12] és népszerű színművészek (Koltai Róbert, Gyabronka József, Scherer Péter és mások) adják elő. A Kosztolányi Dezső élete alapján készült előadás a 2017-es Szegedi Szabadtéri Játékok programján is szerepel.[13]
- 2017. május 7-én a Budapest Jazz Klubban mutatták be Nyáry Krisztián és Kováts Kriszta "Játékok és szerelmek" című zenés előadását. A 13 dal és a hozzájuk kapcsolódó dokumentumnovellák témája a játék.
- Így viszik át – (a szerző könyvei alapján írta:Tóth Réka Ágnes) bemutató: 2017. december 31-én a Mozsár Műhelyben.
- Borítékolható szerelem. Náray Erika és Nyáry Krisztián zenés irodalmi estje. 2019 május 28-án mutatták be a Budapest Jazz Clubban, a Zsidó Művészeti Napok keretében.[14]
- Elfogyni az ölelésben – Ady Endre szerelmei – film-szín-játék, 2022. február 25-én mutatták be a Madách Színházban. (Rendezte: Horgas Ádám, szereplők: Nagy Sándor, Botos Éva, Kakasy Dóra, Kelemen Hanna)
- Nyáry Krisztián – Horváth János Antal: Száz év major avagy az eszméimet nem cserélem – titkos irodalmi mulatság és kesergés, 2022. augusztus 1-jén mutatták be a Városmajori Szabadtéri Színpadon. (Rendezte: Horváth János Antal, főbb szerepekben: Peremartoni Krisztina, Radnay Csilla, Ladányi Júlia, Szatmári Alíz, Pál András, Mohai Tamás, Vizi Dávid, Kovács László)

## Publikációk
- „Nincs tulajdon kecsek híján” : Fábchich József poétikája, In: Irodalomtörténet, 1994/1–2. 157–173
- Tuladuniano Satyr. In: Szépliteratúrai Ajándék. 1995/1–2. 1–16.
- Hagyományozhatatlan hagyományok. In: Literatura. 1995/2. 145–163.
- A deKON csinosodása. In: Jelenkor, 1995/9. 796.
- Egy párizsi Hunniában : Illyés Gyula poétikájának háttere a húszas-harmincas évek fordulóján, In: Irodalomtörténet, 1996/3–4, 489–529.
- Turbó. [Szilasi László: Miért engedjük át az ácsnak az építkezés örömet.], In: Jelenkor, 39. 1996/5. 487–492.
- Ép erkölcsi érzék : előnyként értelmezhető juttatások, In: PR Herald 5. évf. 11. sz. (1999), p. 36–38.
- Mondjunk igent a fotelből! : Média a népszavazási kampány előtt, In: Marketing & Menedzsment, 2003. 2. 16.
- Píár, simli, tisztesség : Iparvédelem, In: Magyar Narancs, 2003/40
- Szabadság, szerelem, szerelem, szerelem, In: Index, 2012. március 15.
- Felejthetetlenek? In: Csillagszálló, 7. évf. 2. sz. (2012.), 53–61.
- A hét szakállas farkas – Lakatos Menyhértről, Archiválva 2013. december 19-i dátummal a Wayback Machine-ben In: CoMMMunity, 2012. augusztus 21.
- Rejtő és a nők. In: Hévíz, 21. évf. 2. sz. (2013.), 137–143.
- Disznólkodni csak szépen : (Lőwy Árpád és a Büzérség), In: Alibi hat hónapra, (Disznó), 2013/1. 91–98.
- Márciusi honleányok, In: Nők Lapja, 2013. március 15.
- Szerelem a síron túl : Radnóti Miklós és Gyarmati Fanni szerelme, In: Lipócia, 3. évf. 1. sz. (2013), 10–17.
- Siker, pénz, csillogás : magyar irodalmi díjakról és díjazottakról, In: Aegon Művészeti díj önálló kiadványa, 2013.
- Az átok feloldódhat. In: Szeged – a város folyóirata, 2013/6. 1.
- Egy Balaton-felvidéki poéta 12 őszinte szerelme. In: Északi part, 2013. 74–79.
- Erdélyi klasszikusok : Kit olvassunk?, In: Hamu és Gyémánt, 2013/2. 54–56.
- "…Te drága csodagyermek, úgy játszol nyelvünk zongoráján, mint kevesen” – Kosztolányi Dezső és Weöres Sándor, (Mesterek és tanítványok, 1. rész), In: Nők Lapja, 2013. szept. 22.
- Erkölcstan idősebbeknek és haladóknak : Tersánszky Józsi Jenő etikája, In: Hévíz, 21. évf. 5. sz. (2013.), 369–373.
- „Odaát egy jobb élet lesz”. Az aradi vértanúk szerelmei. In: Nők Lapja, 2013, október 6.,
- „Mosd el bűnöm rútságát!” – Balassi Bálint és Rimay János, (Mesterek és tanítványok, 2. rész), In: Nők Lapja, 2013. október 22., 64–65. o.
- „Nincs senkim kívüled” – Babits Mihály és Szabó Lőrinc (Mesterek és tanítványok, 3. rész), In: Nők Lapja, 2013. nov. 22.
- „Csak megírni lehet” – Jókai Mór és Bródy Sándor (Mesterek és tanítványok, 4. rész), In: Nők Lapja, 2013. dec. 18. 104–105.
- „Aki tizenkilenc éves korában ilyet ír, mit fog írni harminchatban?” – Kazinczy Ferenc és Kölcsey Ferenc (Mesterek és tanítványok, 5. rész), In: Nők Lapja, 2014. jan. 15.
- „Irodalomról, irodalomról, irodalomról beszéltünk” – Szerb Antal és Nemes Nagy Ágnes (Mesterek és tanítványok, 6. rész), In: Nők Lapja, 2014. febr. 12. 58–59.
- „Az ember kétszer szeret bele egy nőbe” – Márai Sándor és Matzner Ilona szerelme, In: Ridikül magazin, 2014. márc. 6. 50–51.
- „Hadd múljon felül mielőbb” – Vörösmarty Mihály és Petőfi Sándor (Mesterek és tanítványok, 7. rész), In: Nők Lapja, 2014. márc. 12. 58–59.
- „Szerelemre vágytam és megtanultam szeretni” – Mészöly Miklós és Polcz Alaine szerelme, In: Ridikül magazin, 2014. márc. 20. 46–47.
- „A kisasszonyférj kalandos élete: Vay Sarolta, aki Sándor lett”, In: Nők Lapja, 2014. jún. 4. 20–21.
- Erdős Renée – „Amikor gyűlöllek, akkor is kívánlak", In: Nők Lapja, 2014. szept. 10. 96–97.
- Harmos Ilona – „Amit látok és hallok, elmondom neki, s ő megírja", In: Nők Lapja, 2014. okt. 8. 72–73.
- „A veszedelmes lázasztónő”. In: BBC History, 2015. december, 72–75.
- Lőw Lipót, „a csizmás rabbi”. In: BBC History, 2016. január, 70–73.
- A hős géprabló. In: BBC History, 2016. február, 30–33.
- Márton Áron, az önfeláldozó püspök. In: BBC History, 2016. március, 70–73.
- Ganz Ábrahám, a forradalom öntőmestere. In: BBC History, 2016. április, 54-57.(Rövidített verzió az Indexen)
- „Így lett belőlem hazaáruló bitang”. In: BBC History, 2016. május, 38–42.
- „A családi boldogság mindenért kárpótolhatott volna” : Szinyei Merse Pál és Probstner Zsófia. In: Artmagazin 14. évf. 4. sz. (2016), 64-69.
- „Jobb román és jobb magyar hazafi, mint én, nem létezik”. In: BBC History, 2016. június, 40–43.
- „Röviddel egybekelésük után szét kellett volna válniok.” – Egry József és Pauler Juliska. In: Artmagazin 14. évf. 5. sz. (2016), 54-59.
- Barokk Portnoy-kór, avagy Bethlen Miklós veszedelmes viszonyai. In: Hévíz 24. évf. 6. sz. (2016), 589-593.
- "Mintha a ház csak izzó szerelmük miatt tartaná őket ölében" : Berény Róbert, Spitzer-Somló Ilona és Breuer Eta. In: Artmagazin 14. évf. 6. sz. (2016), 64-69.
- „Adjátok nyugodt lelkiismerettel a hamis orvosi bizonyítványokat!”. In: BBC History, 2016. július, 52–55.
- "Azt sem tudom, mikor festette mindezt" : Czóbel Béla, Isolde Daig és Modok Mária. In: Artmagazin 14. évf. 7. sz. (2016), 38-44.
- „Ő volt az egyetlen polihisztor, akit ismertem”. In: BBC History, 2016. augusztus, 51–55.
- „Mindig a magyarságomért és a hazámért verekedtem”. In: BBC History, 2016. szeptember, 44–47.
- Az ötgyermekes püspök-forradalmár. In: BBC History, 2016. október, 40–43.
- "Minden korláttól menten teljes szabadsággal" : Dénes Valéria és Galimberti Sándor. In: Artmagazin 14. évf. 8. sz. (2016), 26-30.
- „Gondoltam, hogy a lelki tönkremenetelt jobban elviselem”. In: BBC History, 2016. november, 58–61.
- „Adjon nekem 100 ezer frankot, és felejtsen el örökre!”. In: BBC History, 2016. december, 62–65.
- Így nevelj zsenit! In: BBC History, 2017. január, 54–57. (Rövidített verzió az Indexen)
- „Nem a szegényektől loptam, mert nekik mindent megadtam”. In: BBC History, 2017. február, 48–51.
- A norvég ács, aki új hazát választott. In: BBC History, 2017. március, 74–77. (Rövidített verzió az Indexen)
- „Gazdagnak, szegénynek egyaránt, a nap és az éj bármely órájában”. In: BBC History, 2017. április, 72–76.
- Az elfeledett aradi vértanú. In: BBC History, 2017. május, 66–69.
- „A művelődés szörnyeteggé változtatja a nőket?”. In: BBC History, 2017. június, 48–52.
- "A magyar, aki megtervezte Ázsia legmagasabb épületét". In: Index, 2017. október 29.
- "A magyar toronyépítő, aki James Bond ellenfelét ihlette". In: Index. 2017. november 22.
- „Elég rosszul tette, hogy hazajött”. In: BBC History, 2017. július, 58–61.
- "Egy szabálytalan forradalom és a nemzeti emlékezet." In: Geo Magazin, 2018/3. 24-41.
- "18.4.8 avagy a győzelem 12 lépése." In: HVG. 2018. március 15.
- "Szőke hajad szent selymét csókolhatom-e még?" : Juhász Gyula és Eörsi Júlia szerelmes levelei. In: Nők lapja 69. évf. 33. sz. (2018. aug. 15.), 54-55.
- Mikszáth Kálmán különös házassága : "a jobb sorsomat szívesen megosztanám magával". In: Nők lapja 69. évf. 36. sz. (2018. szept. 5.), 76-77.
- Ady és Léda: így kezdődött. In: Nők lapja 69. évf. 41. sz. (2018. okt. 10.), 84-85.
- Ady és Léda : a Héja-nász vége. Nők lapja 69. évf. 42. sz. (2018. okt. 16.), 82-83.
- Vonzások és választások : így kezdődött Petőfi Sándor és Szendrey Júlia szerelme. In: Nők lapja 69. évf. 45. sz. (2018. november 7.), 74-75.

## Interjúk
- Párhuzamos interjúk, Ónody-Molnár Dóra beszélget Pesty László és Nyáry Krisztián kampányfőnökökkel. In: Beszélő, 2006.
- Ez nem irodalom, csak szex, Index, 2012. 05. 31.
- Nyáry: Nincs bennem népnevelői attitűd Archiválva 2014. augusztus 26-i dátummal a Wayback Machine-ben, Mandiner, 2012. okt. 7.
- "Minden teljesen véletlenül jött". In: Petőfi Rádió, Kultúrfitnesz, 2012. 10. 29.
- „A nagy írók ugyanúgy bénáztak a kapcsolataikban, mint bárki” : Nyáry Krisztián és Karafiáth Orsolya beszélgetése. In: Nők Lapja Café, 2013. 01. 14.
- Gyarlók voltak, akárcsak mi / [riporter] Szijjártó Gabriella, Szabad Föld, 69. évf. 11. sz. (2013. márc. 14.), p. 11.
- Szentek életrajza helyett, In: Irodalmi Jelen, 2013. 04. 26.
- Ami a tankönyvekből kimaradt: interjú Nyáry Krisztiánnal. In: Helikon 24. évf. 11. sz. (2013. jún. 10.), p. 2–3.
- "Kölcsey férfiaknak írt szerelmes leveleket", In: hvg.hu, 2013. okt. 11.
- „Akkor Petőfi pedofil volt?” – Margócsy István és Nyáry Krisztián összecsap, Magyar Narancs, 2013. nov. 6.
- Gyarló ember is lehet zseniális író, In: Krónika.ro, 2013. dec. 14.
- „Csak a 20. század találmánya az általános rendszerkritika, a pénz bűnösnek nyilvánítása” – magyar írók viszonya pénzhez. In: (Vargha Márk szerk.:) Monetársak – Interjúkollázs a pénzről. Budapest, 2014. p. 57–62.
- Ami számít Archiválva 2016. október 25-i dátummal a Wayback Machine-ben (riporter: Vass Virág) In: Nők lapja, 67. évf. 42. sz. (2016. okt. 19.), 18-21.
- "Néhány elhivatotton túl csak haszonleső gazemberek jelentkeznek politikusnak" (riporter: Nagy József), 24.hu, 2016. augusztus 17.
- „A balos értelmiség szereti túlfélni a dolgokat” (riporter: Stumpf András), Mandiner, 2016. november 14.
- "...a bulvár és a szeriőz között" : Nyáry Krisztiánnal Fényes Erika beszélget. In: Médiakutató 18. évf. 2016/1-2. sz. 74-81.
- "Ilyen levest máshol nem tudnának főzni". Archiválva 2017. március 25-i dátummal a Wayback Machine-ben (riporter: Szemere Katalin), Szombat, 2017. március 24.
- "Sokan észre sem vették, hogy kitört a forradalom." Archiválva 2018. november 26-i dátummal a Wayback Machine-ben (riporter: Jankovics Márton), In: 24.hu, 2017. december 30.
- “A konzervativizmus értékrend, nem párthűség”. (riporter: Stumpf András) Heti Válasz, 2017. június 19.
- „Egy kivétel volt: Fifi néni” Archiválva 2018. november 26-i dátummal a Wayback Machine-ben (riporter: Köves Gábor), Magyar Narancs, 2018/29., július 19.
- Nem igazán számít, mit akar a hatalom Archiválva 2018. november 12-i dátummal a Wayback Machine-ben. (riporter: Uj Péter), 444.hu, 2018. augusztus 13.

## CD-k, hangoskönyvek
- Így szerettek ők 1.

## Díjak
- Budapest XIII. kerületének díszpolgára (2022)